# Bittersüß
Bittersüß ist das zweite Studioalbum von Marius Müller-Westernhagen. Es stammt aus dem Jahr 1976.

## Entstehung
Produziert wurde das Album wie auch schon Westernhagens Debüt-Album Das erste Mal erneut von Peter Hesslein, der auch am Schreiben der Musik beteiligt war. Das Album wurde mit der Lucifer’s-Friend-Crew eingespielt. Die Aufnahmen erfolgten im August und Dezember 1975 im Studio Maschen bei Hamburg. Das Album wurde später von Tim Young in den Metropolis Studios in London digital remastert.

## Titelliste
1. 36 – 4:03
2. Paula (Du hast mich nie gekannt) – 4:49
3. Franz Stumpf (Paula ist fort) – 5:54
4. Ich geh’ meistens bei Rot (Kinderlied) – 3:56
5. Armer Star – 3:59
6. Einer wie er – 4:12
7. Endspurt – 4:02
8. Ich hab’ dich so schrecklich lieb – 2:55
9. Rudi Carell – 3:57